# Francis J. Grandon
Pour les articles homonymes, voir Grandon.
Francis J. Grandon est un acteur, réalisateur et scénariste américain, né à Chicago, Illinois (États-Unis) en 1879 et décédé à Los Angeles (Californie) le 11 juillet 1929.

## Filmographie partielle

### comme acteur
- 1910 : Ramona de David W. Griffith
- 1910 : Dans les États limitrophes (In the Border States) de David W. Griffith
- 1910 : Derrière les volets clos (The House with Closed Shutters) de David W. Griffith
- 1911 : His Trust de David W. Griffith
- 1911 : What Shall We Do with Our Old? de David W. Griffith
- 1911 : La Télégraphiste de Lonedale (The Lonedale Operator) de David W. Griffith
- 1911 : Teaching Dad to Like Her de David W. Griffith et Frank Powell

### comme réalisateur
- 1917 : La Petite Fille Soldat (The Little Boy Scout)
- 1918 : Pour un baiser (Wild Honey)
- 1919 : Was He Guilty?
- 1920 : Le Voile mystérieux (The Veiled Mystery), coréalisé avec William J. Bauman et Webster Cullison
- 1920 : Miss Nobody
- 1922 : Barb Wire